# Liadotaulius pytho
Liadotaulius pytho is een fossiele soort schietmot uit de familie Necrotauliidae.